# Bridgewater (Connecticut)
Pour les articles homonymes, voir Bridgewater.
Bridgewater est une ville située dans le comté de Litchfield, dans l'État du Connecticut aux États-Unis. Selon le recensement de 2010, elle compte 1 727 habitants.

## Géographie
Selon le Bureau du recensement des États-Unis, la superficie de la ville est de 17,31 milles carrés (44,83 km2), dont 16,40 milles carrés (42,48 km2) de terres et 0,91 milles carrés (2,36 km2) de plans d'eau, soit 5,38 %.

## Histoire
Bridgewater devient une municipalité en 1856. Elle doit son nom à un pont (bridge en anglais) traversant les eaux (water) du Housatonic.

## Démographie
D'après le recensement de 2000, il y avait 1 824 habitants, 703 ménages, et 525 familles dans la ville. La densité de population était de 43,4 hab/km2. Il y avait 779 maisons avec une densité de 18,5 maisons/km2. La décomposition ethnique de la population était : 97,53 % blancs ; 0,93 % noirs ; 0,05 % amérindiens ; 0,71 % asiatiques ; 0,11 % natifs des îles du Pacifique ; 0,11 % des autres races ; 0,66 % de deux ou plus races. 0,49 % de la population était hispanique ou Latino de n'importe quelle race.
Il y avait 703 ménages, dont 29,4 % avaient des enfants de moins de 18 ans, 67,4 % étaient des couples mariés, 5,5 % avaient une femme qui était parent isolé, et 25,2 % étaient des ménages non-familiaux. 21,1 % des ménages étaient constitués de personnes seules et 8,1 % de personnes seules de 65 ans ou plus. Le ménage moyen comportait 2,55 personnes et la famille moyenne avait 2,96 personnes.
Dans la ville la pyramide des âges était 22,1 % en dessous de 18 ans, 4,9 % de 18 à 24, 23,8 % de 25 à 44, 35,9 % de 45 à 64, et 13,3 % qui avaient 65 ans ou plus. L'âge médian était 45 ans. Pour 100 femmes, il y avait 98,0 hommes. Pour 100 femmes de 18 ans ou plus, il y avait 95,5 hommes.
Le revenu médian par ménage de la ville était 80 420 dollars US, et le revenu médian par famille était 94 720 $. Les hommes avaient un revenu médian de 61 750 $ contre 40 455 $ pour les femmes. Le revenu par habitant de la ville était 42 505 $. 2,3 % des habitants et 4,1 % des familles vivaient sous le seuil de pauvreté. 4,8 % des personnes de moins de 18 ans et 0,8 % des personnes de plus de 65 ans vivaient sous le seuil de pauvreté.
| 1850 | 1860  | 1870 | 1880 | 1890 | 1900 |
| ---- | ----- | ---- | ---- | ---- | ---- |
| 815  | 1 048 | 877  | 708  | 617  | 649  |

| 1910 | 1920 | 1930 | 1940 | 1950 | 1960 |
| ---- | ---- | ---- | ---- | ---- | ---- |
| 600  | 481  | 432  | 537  | 639  | 898  |

| 1970  | 1980  | 1990  | 2000  | 2010  | - |
| ----- | ----- | ----- | ----- | ----- | - |
| 1 277 | 1 563 | 1 654 | 1 824 | 1 727 | - |